# Culex annulirostris
Culex annulirostris is een muggensoort uit de familie van de steekmuggen (Culicidae). De wetenschappelijke naam van de soort is voor het eerst geldig gepubliceerd in 1889 door Skuse.
Culex annulirostris is een belangrijke vector voor een aantal arbovirussen, waaronder Murray Valley-virus, Ross River virus, Barmah Forest virus, Kunjin virus en Japanse encefalitis. 
Ook myxomatose lijkt door Culex annulirostris overgedragen te worden.